# Fragua

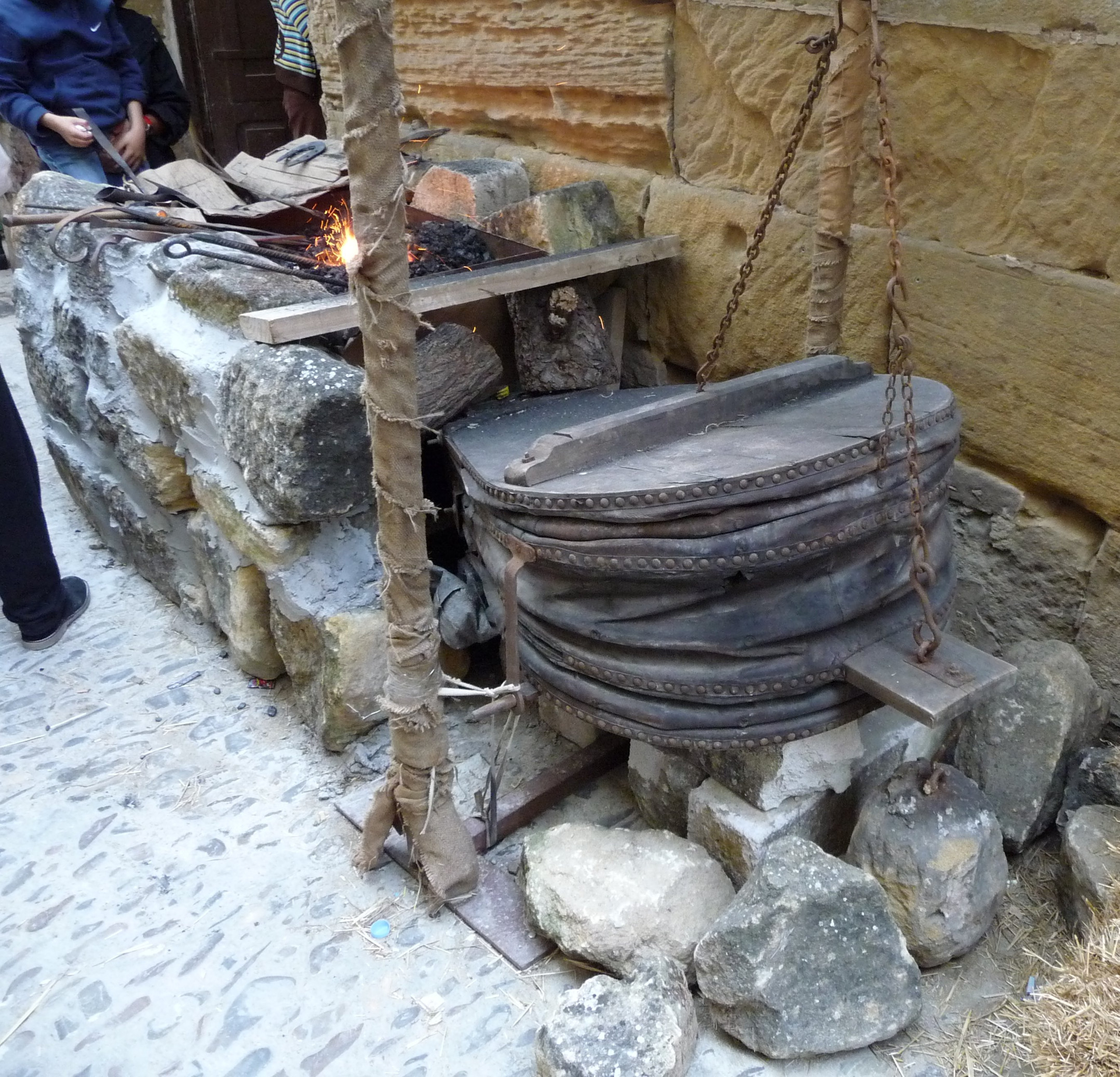
Fragua avivada mediante un fuelle.

Una fragua es un fogón que se usa principalmente para forjar metales. Generalmente es una estructura de ladrillo o piedra, cubierta de rejillas, en la cual se aviva el fuego pasando una corriente de aire horizontal por medio de un fuelle manual o mecánico. También se llama fragua al taller del herrero.

## Etimología
La palabra fragua proviene del latín fabrica tras pasar por una serie de cambios fonéticos, y conservando el significado de «fábrica». «Fraguar» se usa como verbo tanto en el sentido directo de forjar un metal, como en el figurado de concebir una idea o plan.